# Рибарска поста
Рибарска поста је место на морској обали где се после запаса јата извлачи, односно потеже рибарска мрежа (мрежа потезача). То је део обале дужине 100—150 м, са шљунковитим или песковитим дном, које није ограђено и где није изграђена понта или муло, односно место где се мрежа са уловом неометано може извући на обалу.

## Историја
Lовљење ситне рибе (гавице) потезањем мреже једна је од најстаријих традиција у Бококоторском заливу, али и шире на Јадранској обали. Колико су рибарске посте биле значајне у животу рибара говори и податак да су се у свечаним приликама, каква је, на пример, Бадњи дан, оне китиле гранама ловора и маслине подједнако као и куће, дворишта, виногради и воћњаци, понте, барке и бродови. Некада је у Боки било чак 197 рибарских поста
У Бококоторском заливу и данас се ситна риба лови на исти начин. Рибарске посте се користе искључиво ноћу и у раним јутарњим сатима, када се обавља и активност риболова на овај начин. У остатку дана оне се неометано могу користити као купалишта. Захуктала урбанизација, изградња туристичких објеката и немар главни су непријатељи рибара, а рибарским постама, у актуелном градитељском замаху, прети нестајање.

## Законска регулатива
У Црној Гори је Институт за биологију мора, заједно са бокељским рибарима, покренуо 2007. године пројекат заштите рибарских поста. Коришћење рибарских пости законски је регулисано „Правилником о начину коришћења, одржавања, заштите, означавања као и дужине обале, називу и мјесту рибарске посте” Према овом правилнику, између осталог, рибари за извлачење мрежа посту могу користити искључиво ноћу, а дању најдуже до седам сати. Такође су дужни да након обављеног риболова оставе посту у стању које омогућава њено неометано коришћење као купалишта.
Правилник предвиђа и заштиту самих пости, па се тако на удаљености од 100 м од рибарске посте не сме одлагати камење, шут, олупине аутомобила и други чврсти предмети који би ометали извлачење мрежа. Такође се део мора уз који се поста налази не сме ограђивати конопцима, пловцима или бовама. У непосредној близини посте не сме се постављати ни јако улично осветљење. Рибарска поста мора бити видно означена металном таблом на којој се налазе подаци о имену и редном броју посте, као и о дужини обале која је чини.
За подручје Боке Которске урађен је и каталог свих постојећих рибарских поста, којих данас има 160, са њиховим називима, географским координатама, дужином и сликама.
У Хрватској је коришћење рибарских поста регулисано „Правилником о риболовним алатима и опреми за господарски риболов на мору”.